# Hoogezand-Sappemeer

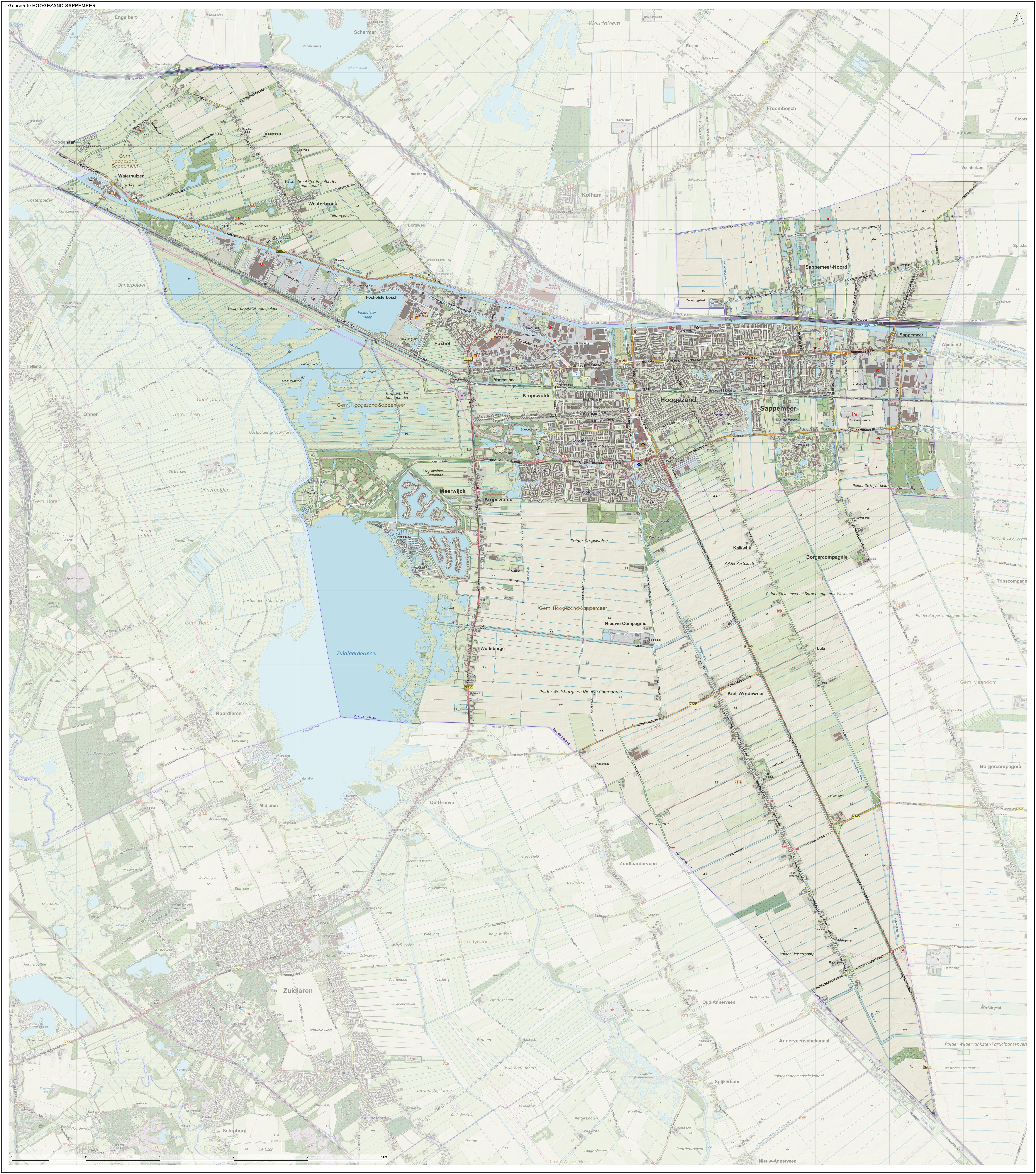
Topografische gemeentekaart van Hoogezand-Sappemeer, september 2017

Hoogezand-Sappemeer (uitspraakⓘ) (Gronings: Hogezaand-Sapmeer) is een voormalige gemeente in Noord-Nederland, in de provincie Groningen. De gemeente besloeg een oppervlakte van 73,05 km² (waarvan 5,05 km² water).

## Geschiedenis
De gemeente Hoogezand-Sappemeer maakte oorspronkelijk deel uit van het gebied het Gorecht dat bestuurd werd door de stad Groningen. De dorpen Westerbroek en Kropswolde waren destijds al kerspelen in het Gorecht; de rest van de gemeente bestond uit woeste gronden.
In de 17e eeuw werd begonnen met de ontginning van de veengronden. Tijdens deze ontginning ontstonden de dorpen (en gemeenten) Hoogezand en Sappemeer. Sappemeer was daarbij aanvankelijk de belangrijkste plaats, maar het werd later overvleugeld door Hoogezand.
Op 1 april 1949 ontstond door samengaan van beide gemeenten de gemeente Hoogezand-Sappemeer. Op 1 januari 2018 ging Hoogezand-Sappemeer met de gemeenten Slochteren en Menterwolde op in de fusiegemeente Midden-Groningen.

## Politiek

### Gemeenteraad
Onderstaand staat de samenstelling van de gemeenteraad vermeld van 1998 tot 2018:
| Gemeenteraadszetels             | Gemeenteraadszetels | Gemeenteraadszetels | Gemeenteraadszetels | Gemeenteraadszetels | Gemeenteraadszetels |
| Partij                          | 1998                | 2002                | 2006                | 2010                | 2014                |
| ------------------------------- | ------------------- | ------------------- | ------------------- | ------------------- | ------------------- |
| SP                              | 1                   | -                   | -                   | -                   | 5                   |
| PvdA                            | 7                   | 6                   | 11                  | 8                   | 3                   |
| VVD                             | 3                   | 4                   | 2                   | 3                   | 3                   |
| HS Centraal!                    | -                   | -                   | -                   | -                   | 3                   |
| D66                             | 1                   | -                   | -                   | 2                   | 3                   |
| Roodgewoon                      | -                   | 1                   | 1                   | 2                   | 2                   |
| GroenLinks                      | 2                   | 3                   | 3                   | 2                   | 2                   |
| ChristenUnie                    | 1                   | 1                   | 1                   | 2                   | 1                   |
| CDA                             | 3                   | 2                   | 2                   | 2                   | 1                   |
| LokaalCentraal                  | 3                   | 4                   | 2                   | 2                   | -                   |
| Progressief Hoogezand-Sappemeer | 2                   | 2                   | 1                   | -                   | -                   |
| Totaal                          | 23                  | 23                  | 23                  | 23                  | 23                  |

### College van B&W
Het college van burgemeester en wethouders bestond in de periode 2014-2018 uit:
- Peter de Jonge (PvdA) - waarnemend burgemeester
- Peter Verschuren (SP) - wethouder Sociaal domein en Decentralisaties, locoburgemeester
- José van Schie (PvdA) - wethouder Ruimtelijke ordening en Sport
- Oetra Gopal (GroenLinks) - wethouder Kunst, cultuur en Jeugdbeleid
- Marco Metscher (ChristenUnie) - wethouder Financiën en Openbare ruimte
- Erik Drenth (CDA) - wethouder Onderwijs en Economische zaken